# Lista de prefeitos de Presidente Prudente

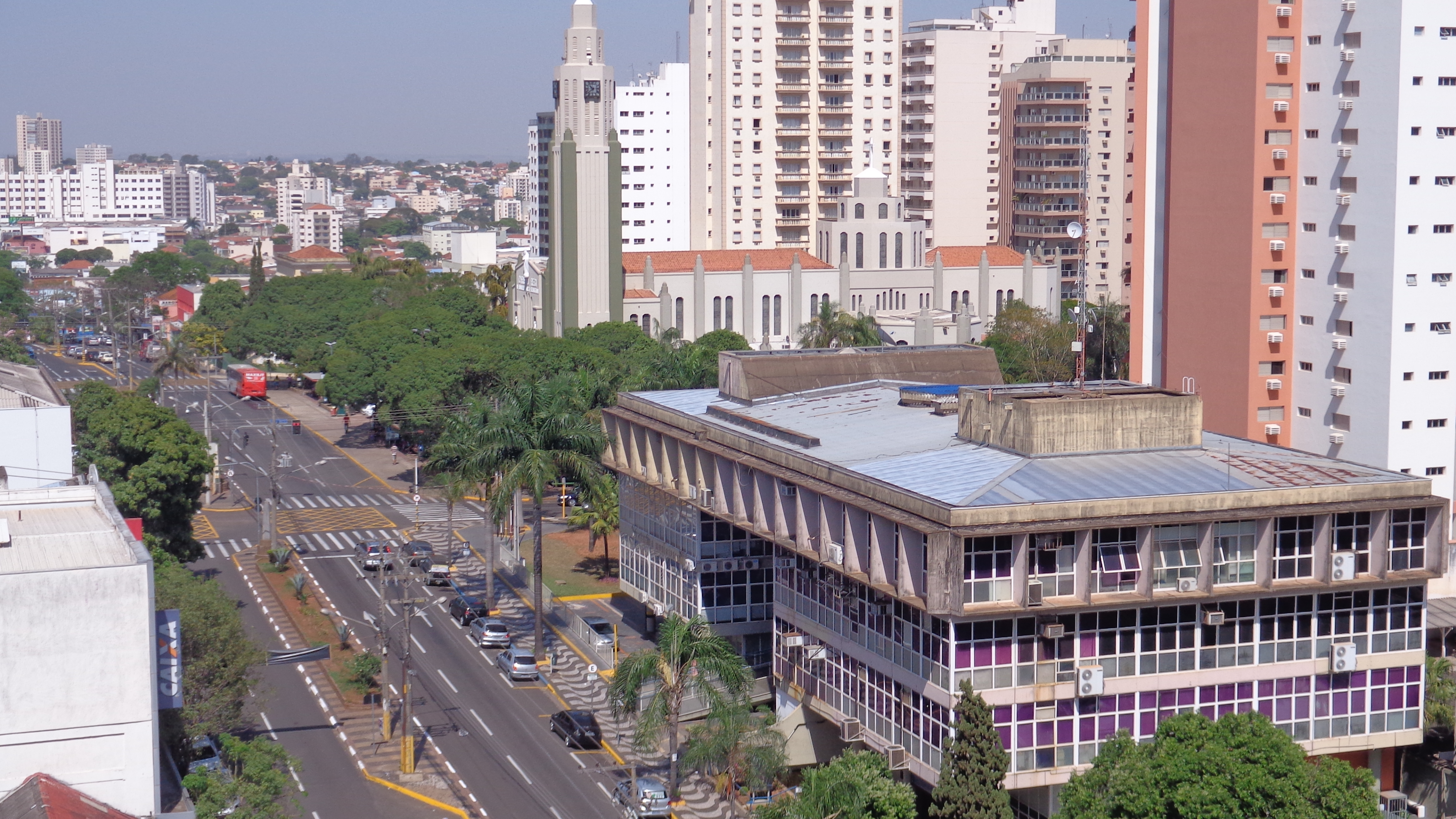
Prefeitura de Presidente Prudente

Esta é a lista de prefeitos e vice-prefeitos do município de Presidente Prudente, no estado brasileiro de São Paulo.
Neste artigo compreende-se todas as pessoas que tomaram posse definitiva da chefia do executivo municipal em Presidente Prudente e exerceram o cargo como prefeitos titulares, além de prefeitos eleitos cuja posse foi em algum momento prevista pela legislação vigente.
Durante a Era Vargas, houve o predomínio de prefeitos nomeados pelo governo provisório, interventores federais ou governadores militares. Mesmo com o fim do Estado Novo em 1945, a política de nomeação continuou até 1947, quando deram-se as primeiras eleições paulistanas por sufrágio universal: retirava-se Presidente Prudente da lista de "bases ou portos militares de excepcional importância para defesa externa do País" presentes na Lei nº 121, de 22 de outubro de 1947, e, assim, anulava-se a impossibilidade constitucional do voto popular.
O prédio da Prefeitura chama-se Paço Municipal Florivaldo Leal.

## Prefeitos
| Nº | Nome                                 | Partido                                                          | Vice-prefeito                        | Início do mandato       | Fim do mandato          | Observações                                                                                                   |
| -- | ------------------------------------ | ---------------------------------------------------------------- | ------------------------------------ | ----------------------- | ----------------------- | --- |
| 1  | Pedro de Mello Machado               | Partido Republicano Paulista PRP                                 | —                                    | 1º de agosto de 1923    | 31 de dezembro de 1923  | Prefeito nomeado pelo Presidente do Estado                                                                    |
| 2  | Coronel Francisco de Paula Goulart   | Partido Republicano Paulista PRP                                 | Pedro Freire Gomes                   | 1º de janeiro de 1924   | 30 de agosto de 1924    | Prefeito e vice nomeados pelo Presidente do Estado                                                            |
| 3  | Pedro Freire Gomes                   | Partido Republicano Paulista PRP                                 | —                                    | 1º de setembro de 1924  | 11 de fevereiro de 1925 | Vice-prefeito no cargo de titular                                                                             |
| 4  | Coronel Francisco de Paula Goulart   | Partido Republicano Paulista PRP                                 | Pedro Freire Gomes                   | 12 de fevereiro de 1925 | 31 de dezembro de 1925  | Prefeito e vice nomeados pelo Presidente do Estado                                                            |
| 5  | Pedro Freire Gomes                   | Partido Republicano Paulista PRP                                 | —                                    | 1º de janeiro de 1926   | 31 de janeiro de 1926   | Vice-prefeito no cargo de titular                                                                             |
| 6  | Paulo Kruger Soares Marcondes        | Partido Republicano Paulista PRP                                 | Ulisses Ramos de Castro              | 1º de fevereiro de 1926 | 31 de outubro de 1926   | Prefeito e vice nomeados pelo Presidente do Estado                                                            |
| 7  | Ulisses Ramos de Castro              | Partido Republicano Paulista PRP                                 | —                                    | 1º de novembro de 1926  | 31 de dezembro de 1926  | Vice-prefeito no cargo de titular                                                                             |
| 8  | Félix Ribeiro da Silva Junior        | Partido Republicano Paulista PRP                                 | —                                    | 1º de janeiro de 1927   | 31 de dezembro de 1927  | Prefeito nomeado pelo Presidente do Estado                                                                    |
| 9  | Paulo Kruger Soares Marcondes        | Partido Republicano Paulista PRP                                 | —                                    | 1º de janeiro de 1928   | 30 de abril de 1928     | Prefeito nomeado pelo Presidente do Estado                                                                    |
| 10 | Antônio Uchôa Filho                  | Partido Republicano Paulista PRP                                 | —                                    | 1º de maio de 1928      | 30 de setembro de 1928  | Prefeito nomeado pelo Presidente do Estado                                                                    |
| 11 | Paulo Kruger Soares Marcondes        | Partido Republicano Paulista PRP                                 | —                                    | 1º de outubro de 1928   | 31 de dezembro de 1928  | Prefeito nomeado pelo Presidente do Estado                                                                    |
| 12 | Antônio Uchôa Filho                  | Partido Republicano Paulista PRP                                 | —                                    | 1º de janeiro de 1929   | 31 de dezembro de 1929  | Prefeito nomeado pelo Presidente do Estado                                                                    |
| 13 | Francisco Pio Benguela               | Partido Republicano Paulista PRP                                 | José Francisco dos Santos            | 1º de janeiro de 1930   | 20 de agosto de 1930    | Prefeito e vice nomeados pelo Presidente do Estado                                                            |
| 14 | José Francisco dos Santos            | Partido Republicano Paulista PRP                                 | —                                    | 21 de agosto de 1930    | 3 de outubro de 1930    | Vice-prefeito no cargo de titular                                                                             |
| 15 | Tito Lívio Brasil                    | Partido Democrático PD                                           | —                                    | 4 de outubro de 1930    | 26 de abril de 1931     | Prefeito nomeado pelo Interventor Federal                                                                     |
| 16 | Luiz Guilherme da Cunha              | Partido Democrático PD                                           | —                                    | 27 de abril de 1931     | 8 de março de 1933      | Prefeito nomeado pelo Interventor Federal                                                                     |
| 17 | Lauro Queiroz                        | Partido Socialista Brasileiro PSB                                | —                                    | 9 de março de 1933      | 16 de abril de 1933     | Prefeito nomeado pelo Interventor Federal                                                                     |
| 18 | Major Felício Tarabay                | Partido da Lavoura PL                                            |                                      | 17 de abril de 1933     | 9 de julho de 1934      | Prefeito nomeado pelo Interventor Federal                                                                     |
| 19 | Olímpio Macedo                       | Partido Democrático Paulista PDP                                 | —                                    | 10 de julho de 1934     | 30 de setembro de 1934  | Prefeito nomeado pelo Interventor Federal                                                                     |
| 20 | João Gonçalves Foz                   | Partido Constitucionalista PC                                    | —                                    | 1º de outubro de 1934   | 30 de abril de 1935     | Prefeito nomeado pelo Interventor Federal                                                                     |
| 21 | Celso Assumpção                      | Partido Constitucionalista PC                                    | —                                    | 1º de maio de 1935      | 4 de agosto de 1935     | Prefeito substituto, no cargo de forma interina                                                               |
| 22 | João Gonçalves Foz                   | Partido Constitucionalista PC                                    | —                                    | 5 de agosto de 1935     | 31 de agosto de 1936    | Prefeito nomeado pelo Governador do Estado                                                                    |
| 23 | Bento Fontão Lipel                   | Ação Integralista Brasileira AIB                                 | —                                    | 1º de setembro de 1936  | 15 de dezembro de 1936  | Prefeito eleito em votação indireta renunciou ao cargo                                                        |
| 24 | Miguel Brisola de Oliveira           | Partido Constitucionalista PC                                    | —                                    | 16 de dezembro de 1936  | 19 de agosto de 1938    | Prefeito eleito em votação indireta                                                                           |
| 25 | Domingos Leonardo Cerávolo           | Partido Progressista PP                                          | —                                    | 20 de agosto de 1938    | 7 de janeiro de 1946    | Prefeito nomeado pelo Interventor Federal                                                                     |
| 26 | Antônio Sandoval Netto               | Partido Social Democrático PSD                                   | —                                    | 8 de janeiro de 1946    | 1º de abril de 1947     | Prefeito nomeado pelo Interventor Federal                                                                     |
| 27 | Major Felício Tarabay                | Partido Social Progressista PSP                                  | —                                    | 2 de abril de 1947      | 31 de dezembro de 1947  | Prefeito nomeado pelo Interventor Federal                                                                     |
| 28 | Pedro Furquim                        | Partido Social Progressista PSP                                  | —                                    | 1º de janeiro de 1948   | 31 de dezembro de 1951  | Prefeito eleito em sufrágio universal                                                                         |
| 29 | Domingos Leonardo Cerávolo           | Partido Social Progressista PSP                                  | Juber Fonseca                        | 1º de janeiro de 1952   | 1º de fevereiro de 1955 | Prefeito e vice eleitos em sufrágio universal                                                                 |
| 30 | Juber Fonseca                        | União Democrática Nacional UDN                                   | —                                    | 2 de fevereiro de 1955  | 27 de março de 1955     | Vice-prefeito eleito no cargo de titular                                                                      |
| 31 | Domingos Leonardo Cerávolo           | Partido Trabalhista Nacional PTN                                 | —                                    | 28 de março de 1955     | 31 de dezembro de 1955  | Presidente da Câmara de Vereadores                                                                            |
| 32 | Antônio Sandoval Netto               | Partido Social Democrático PSD                                   | Mário Graccho                        | 1º de janeiro de 1956   | 22 de maio de 1956      | Prefeito e vice eleitos em sufrágio universal                                                                 |
| 33 | Mário Graccho                        | Partido Social Democrático PSD                                   | —                                    | 23 de maio de 1956      | 10 de julho de 1956     | Vice-prefeito eleito no cargo de titular                                                                      |
| 34 | Antônio Sandoval Netto               | Partido Social Democrático PSD                                   | Mário Graccho                        | 11 de julho de 1956     | 31 de dezembro de 1959  | Prefeito e vice eleitos em sufrágio universal (Reempossado)                                                   |
| 35 | Luiz Ferraz de Sampaio               | Partido Social Democrático PSD                                   | Hugo Lacorte Vitale                  | 1º de janeiro de 1960   | 31 de dezembro de 1963  | Prefeito e vice eleitos em sufrágio universal                                                                 |
| 36 | Florivaldo Leal                      |                                                                  | Watal Ishibashi                      | 1º de janeiro de 1964   | 21 de dezembro de 1965  | Prefeito e vice eleitos em sufrágio universal cujo titular fora assassinado em 21/12/1965                     |
| 37 | Watal Ishibashi                      | Aliança Renovadora Nacional ARENA                                | —                                    | 23 de dezembro de 1965  | 31 de janeiro de 1969   | Vice-prefeito eleito no cargo de titular                                                                      |
| 38 | Antônio Sandoval Netto               | Aliança Renovadora Nacional ARENA                                | Benedicto Apparecido Pereira do Lago | 1º de fevereiro de 1969 | 31 de janeiro de 1973   | Prefeito e vice eleitos em sufrágio universal                                                                 |
| 39 | Walter Lemes Soares                  | Aliança Renovadora Nacional ARENA                                | Jerônimo Ruiz Garcia                 | 1º de fevereiro de 1973 | 31 de janeiro de 1977   | Prefeito e vice eleitos em sufrágio universal                                                                 |
| 40 | Paulo Constantino                    | Aliança Renovadora Nacional ARENA/Partido Democrático Social PDS | Benedicto Apparecido Pereira do Lago | 1º de fevereiro de 1977 | 31 de janeiro de 1981   | Prefeito e vice eleitos em sufrágio universal                                                                 |
| 41 | Benedicto Apparecido Pereira do Lago | Partido Democrático Social PDS                                   | —                                    | 1º de fevereiro de 1981 | 31 de janeiro de 1983   | Vice-prefeito eleito no cargo de titular                                                                      |
| 42 | Virgílio Tiezzi Junior               | Partido do Movimento Democrático Brasileiro PMDB                 | Mariano Rodrigues Netto              | 1º de fevereiro de 1983 | 31 de dezembro de 1988  | Prefeito e vice eleitos em sufrágio universal                                                                 |
| 43 | Paulo Constantino                    | Partido Trabalhista Brasileiro PTB                               | Agripino de Oliveira Lima Filho      | 1º de janeiro de 1989   | 31 de dezembro de 1992  | Prefeito e vice eleitos em sufrágio universal                                                                 |
| 44 | Agripino de Oliveira Lima Filho      | Partido da Frente Liberal PFL                                    | Adilson Apparecido Dias              | 1º de janeiro de 1993   | 31 de dezembro de 1996  | Prefeito e vice eleitos em sufrágio universal                                                                 |
| 45 | Mauro Bragato                        | Partido da Social Democracia Brasileira PSDB                     | Ênio Tenório Botelho Perrone         | 1º de janeiro de 1997   | 31 de dezembro de 2000  | Prefeito e vice eleitos em sufrágio universal                                                                 |
| 46 | Agripino de Oliveira Lima Filho      | Partido Trabalhista Brasileiro PTB                               | Jólio Martin                         | 1º de janeiro de 2001   | 31 de dezembro de 2004  | Prefeito e vice eleitos em sufrágio universal                                                                 |
| 46 | Agripino de Oliveira Lima Filho      | Partido Trabalhista Brasileiro PTB                               | Carlos Roberto Biancard (PTB)        | 1º de janeiro de 2005   | 17 de abril de 2007     | Prefeito reeleito e vice eleito em sufrágio universal, cujo titular fora posteriormente afastado pela Justiça |
| 47 | Carlos Roberto Biancard              | Partido da Social Democracia Brasileira PSDB                     | —                                    | 18 de abril de 2007     | 31 de dezembro de 2008  | Vice-prefeito eleito no cargo de titular                                                                      |
| 48 | Milton Carlos de Mello, Tupã         | Partido Trabalhista Brasileiro PTB                               | Marcos Vinha (PT)                    | 1º de janeiro de 2009   | 31 de dezembro de 2012  | Prefeito e vice eleitos em sufrágio universal                                                                 |
| 48 | Milton Carlos de Mello, Tupã         | Partido Trabalhista Brasileiro PTB                               | Marcos Vinha (PT)                    | 1º de janeiro de 2013   | 31 de dezembro de 2016  | Prefeito e vice reeleitos em sufrágio universal                                                               |
| 49 | Nelson Roberto Bugalho               | Partido Trabalhista Brasileiro PTB                               | Douglas Kato Pauluzi (PTB)           | 1º de janeiro de 2017   | 31 de dezembro de 2020  | Prefeito e vice eleitos em sufrágio universal                                                                 |
| 49 | Nelson Roberto Bugalho               | Partido da Social Democracia Brasileira PSDB                     | Douglas Kato Pauluzi (PTB)           | 1º de janeiro de 2017   | 31 de dezembro de 2020  | Prefeito e vice eleitos em sufrágio universal                                                                 |
| 50 | Edson Thomazini, Ed Thomas           | Partido Socialista Brasileiro PSB                                | Izaque Silva (PATRI)                 | 1 de janeiro de 2021    | 31 de dezembro de 2024  | Prefeito e vice eleitos em sufrágio universal                                                                 |
| 50 | Edson Thomazini, Ed Thomas           | Movimento Democrático Brasileiro MDB                             | Izaque Silva (PATRI)                 | 1 de janeiro de 2021    | 31 de dezembro de 2024  | Prefeito e vice eleitos em sufrágio universal                                                                 |
| 51 | Milton Carlos de Mello, Tupã         | Republicanos                                                     | José Osanam Albuquerque Junior (PL)  | 1º de janeiro de 2025   | em exercício            | Prefeito e vice eleitos em sufrágio universal                                                                 |